# Nässjö Basket
El Nässjö Basket es un club de baloncesto profesional de la ciudad de Nässjö, que milita en la Basketligan, la máxima categoría del baloncesto sueco. Disputa sus partidos en el Nässjö Sporthall.

## Historia
El club fue fundado en 1939 bajo el nombre de Nässjö Highlanders y es uno de los clubes suecos más antiguos. En el año 2000, cambió su nombre a Nässjö Basket, nombre que posee en la actualidad.
No tiene resultados destacados, salvo quedar subcampeones de la BasketEttan (2ª división sueca) en 2010. Desde la temporada 2012-2013, permanecen en la Basketligan.

## Nombres
- Nässjö Highlanders (1939-1997)
- Nässjö 24Store Highlanders (1997-2000)
- Nässjö Basket (2000–presente)

## Resultados en la Liga Sueca
| Temporada | División | Liga        | Posición     | Play-Offs        | Competición Europea |
| --------- | -------- | ----------- | ------------ | ---------------- | ------------------- |
| 2000-01   | 3ª       | D2          | 1º           | Ascenso          | –                   |
| 2001-02   | 2ª       | BasketEttan | 10ºGrupo Sur | –                | –                   |
| 2002-03   | 2ª       | BasketEttan | –            | –                | –                   |
| 2003-04   | 2ª       | BasketEttan | –            | –                | –                   |
| 2004-05   | 2ª       | BasketEttan | 9ºGrupo Sur  | –                | –                   |
| 2005-06   | 2ª       | BasketEttan | 7ºGrupo Sur  | –                | –                   |
| 2006-07   | 2ª       | BasketEttan | 6ºGrupo Sur  | –                | –                   |
| 2007-08   | 2ª       | BasketEttan | 2ºGrupo Sur  | Cuartos de final | –                   |
| 2008-09   | 2ª       | BasketEttan | 1ºGrupo Sur  | Semifinales      | –                   |
| 2009-10   | 2ª       | BasketEttan | 1ºGrupo Sur  | Subcampeones     | –                   |
| 2010-11   | 2ª       | BasketEttan | 5ºGrupo Sur  | –                | –                   |
| 2011-12   | 2ª       | BasketEttan | 2ºGrupo Sur  | 3ª Plaza         | –                   |
| 2012-13   | 1ª       | Basketligan | 11º          | –                | –                   |
| 2013–14   | 1ª       | Basketligan | 9º           | –                | –                   |
| 2014–15   | 1ª       | Basketligan | 8º           | Cuartos de final | –                   |
| 2015–16   | 1ª       | Basketligan | 5º           | Cuartos de final | –                   |
| 2016–17   | 1ª       | Basketligan | 7º           | Cuartos de final | –                   |
| 2017–18   | 1ª       | Basketligan | 8º           | –                | –                   |
| 2018–19   | 1ª       | Basketligan | 6º           | Cuartos de final | –                   |

## Palmarés

### Liga
- BasketEttan

-   -  Subcampeones (1): 2010

## Jugadores destacados
| - Facundo Zárate - Denis Agre - Dimitar Marincheshki - Tut Ruach - Marko Dojkić - Zarko Jukić - Tomás Fernández - Massé Doumbé - Sango Niang - Thomas Tshikaya - Edis Kuraja - Jānis Graudiņš - Raitis Stankevics - Kristaps Šurkus - Liudas Balčiūnas - Mantas Griškėnas - Miloš Latković - Ramme Haag - Runar Ytrehus - Szymon Łukasiak - Filip Djuran | - Goran Pantović - Aleksandar Rac - Dušan Šišić - Aleksa Solević - Eddie Alm - Robin Alm - Lukas Bergang - Andreas Cahilig - Daniel Eliasson - Jonas Eriksson - Mikael Eriksson - Andreas Franzen - Wictor Grenthe - William Gutenius - Ramendra Haag - Niklas Hjalmarsson - Oscar Jernberg - Jesper Johansson - Erik Käll - Mathias Liljeqvist - Alexander Lindqvist | - Abdou Medjedoub - Markus Nordlander - Jonathan Peleg - Daniel Persson - Filip Sjöström - Gustav Sundström - Torbjörn Svensson - Felix Terins - Kristian Ternell - Adrian Thorängen - Karim Wazzi - Tanju Yulman - Auston Barnes - Robert Boss - Oronn Brown - Taylor Brown - Brenton Butler - Eric Chapman - Demarcus Daniels - Cole Darling - Lloyd Deloatch | - Jermaine Ferguson - Devin Gilligan - Angelo Griffis - Marquis Jackson - Isaiah Johnson - Reginald Johnson - Dartaye Ruffin - Dominique Scales - Ernest Turner - William Walker - James Washington - Franklin Williams - Sasa Omerbašić - Srđan Damjanović - Željko Soko - Karl Nilsson - David Czerapowicz |